# الاتحاد الدولي للقطط
الاتحاد الدولي للقطط (بالفرنسية: Fédération internationale féline (أو FIFé))‏، هو اتحاد يضم مختلف جمعيات القطط الوطنية. وهناك حاليا ثلاثة وتسعون منظمة عضو من سبعة وثلاثين دولة، وأغلب الأعضاء هم من أوروبا وآسيا وأمريكا الجنوبية.